# Efsaneler
Efsaneler es un álbum de música New Age compuesto por Can Atilla.

## Pistas
1. Hekimoglu 		5:02
2. Seyiah		4:55
3. Semah 		5:12
4. Daglar 		4:56
5. Efsaneler 		2:37
6. Ilgaz 		4:41
7. Muhur Gozlum 		5:10
8. Gelibolu 		5:02
9. Bitez Yalisi 		4:18
10. Urfa Turkusu 		3:59